# 세송층
세송층(CEs; Cambrian Sesong formation, 細松層)은 풍촌 석회암층 위에 정합적으로 놓이는 고생대 캄브리아기 조선 누층군 태백층군의 지층이다. 고바야시(Kobayashi, 1935)는 영월군 산솔면 직동리 직동천을 따라 분포하는 암적색 내지 회색의 슬레이트를 세송층(세송슬레이트층)으로 명명하였다. 세송층은 백운산 향사대의 남쪽 연변부에서는 연속성이 비교적 좋지만, 북쪽 연변부에서는 인지가 어렵다. 이러한 이유로 태백산지구지하자원조사단(GICTR, 1962)은 세송층을 독립된 층으로 인정하지 않고 화절층의 최하부 층원(세송이회암층원)으로 취급하였다. 주로 뚜렷한 엽리를 보여주는 암회색 셰일이 주 암상이며, 석회질 단괴층과 평력암층이 협재하고 상부로 갈수록 세립질 또는 조립질 사암으로 전이된다.

## 세송층 생층서대
고바야시(1935, 1966)는 세송층 내에 하부로부터 Stephanocare, Drepanura 2개 생층서대를 제안하였고, 세송층 상위의 화절층 내에 Prochuangia, Chuangia, Kaolishania, Dictyites, Eoorithis 생층서대를 제안하였다. 그러나 고바야시의 세송층은 생층서대를 바탕으로 정해졌기 때문에 이후의 연구자들이 세송층과 화절층을 구분하는데 어려움을 겪게 하였다. 이 때문에 세송층은 독립된 층으로 인지되지 않고, 화절층의 하부로 취급되기도 하였다. 예시로 이병수(1993)는 세송슬레이트를 화절층의 일부로 취급하고 세송슬레이트 기저부에서 6종 9속의 코노돈트 산출을 보고하였으며 이를 '하부 화절층' 최초의 코노돈트 기록이라고 기술하였다. 손장원과 최덕근(2005)은 이러한 층 구분에 문제가 있음을 지적하고, 세송층과 그 상위에 놓이는 화절층 사이의 경계를 암상에 따라 재정립하였으며 세송층의 최상부에서 기존의 화절층에 속해있던 Kaolishania 생층서대에 해당하는 화석군의 산출을 보고하였다. 이에 따라 세송층은 하부로부터 Stephanocare, Neodrepanura, Prochuangia, Chuangia, Kaolishania 생층서대로 구분된다.

## 지역별 암상

### 삼척시와 태백시
- 장성 지질도폭(1967)에 의하면 풍촌 석회암층 위의 본 지층은 주로 암회색, 녹회색 사암 및 사질셰일로 구성되나 석회질이며 일부에 충식상(蟲蝕狀) 구조가 나타난다. 대체로 층리가 잘 발달하며 상부의 화절층과의 경계는 점이적이어서 명확하지 않다. 그러나 본 층은 전체적으로는 사질 내지 니질(泥質)이며 화절층은 석회질인 점으로 양 지층을 구분했다. 지층 두께는 150 m 정도이다.[5]
- 박병권 외(1986)는 태백시 동점-장성 지역의 세송층의 암상을 분석하고 세송층이 캄브리아기 중기에 조선 누층군이 퇴적된 분지 위에 저탁류나 쇄설류에 의해 운반 퇴적된 해저 선상지 퇴적층으로 해석하였다.[6]
- 태백시 동점동 주변(북위 37°05'06"~37°05'23", 동경 129°02'41"~129°02'47")에는 세송층과 화절층의 노두가 비교적 잘 드러나 있다. 이 지역의 세송층 최하부에는 암회색의 이암 또는 실트스톤으로 구성된 기질에 수 mm에서 수십 cm의 크기를 가지는 다양한 각력암체들이 포함되어 있는 이암이 40 m의 두께로 드러나 있다. Pseudagnostus sp., Jiulongshania regularis, Bergeronites sp. 등의 삼엽충 화석군이 발견된 이 각력암체는 동점 단층의 운동에 의한 것으로 보인다. 세송층 하부와 중부에는 불규칙한 형태를 가진 석회질 단괴를 포함한 셰일이 나타난다. 석회질 단괴 내에는 삼엽충, 완족류, 두족류 등의 생물골격이 다량 포함되어 있다. 세송층 상부에는 매우 얇은 엽층리가 발달한 암회색의 엽리질 실트암상이 수십 cm에 서 수 m의 두께로, 그리고 세립~중립질사암이 나타난다.[7]
- 태백시 원동(북위 37.26578459, 동경 128.942453) 지역의 세송층을 시추한 결과 세송층 하부에는 변성 받은 이회암층과 엽리가 발달한 암황색, 회색의 이암층이 나타나고, 적색 및 청색 이암으로 구성되어 있다. 상부에는 암황색, 회색의 이암과 석회암이 포함되어 있는 석회질 셰일로 구성되어 있다. 풍촌 석회암층과 세송층의 경계부는 뚜렷한 암상의 차이가 존재하나, 세송층과 화절층의 경계부는 점이적으로 석회암의 구성 빈도가 높아지기 때문에 확실한 경계부를 결정짓는 데에 어려움이 있으나 암회색의 이암이 나타나는 부분부터 화절층으로 보았다. 풍촌 석회암층에서는 유백색 괴상의 석회암이, 광물학적으로는 방해석이 우세하게 나타나나, 세송층에서는 암황색, 적색, 청색의 셰일이 관찰되고, 광물학적으로도 방해석의 함량이 감소하고 석영, 일라이트의 함량이 증가한다. 반면에, 세송층과 화절층의 경계부는 뚜렷하지 않다. 세송층의 구분에 대해서는 현재 논란이 있으나 광물학적으로 백운석과 능철석이 나타나는 구간을 세송층으로 볼 수 있다. 하지만, 세송층부터 화절층의 최하부까지의 백운석과 능철석의 함량은 점차적으로 감소하며, 야외 관찰에서도 암상이 셰일층에서 석회암과 셰일의 호층이 나타나는 부분까지 점이적으로 변화해 세송층과 화절층의 확실한 구분에는 어려움이 있다.[8]
- 손장원과 최덕근(2005)은 구문소 남서쪽의 사군다리 단면을 조사하였다. 이곳에서는 석회질사암과 석회질역암, 셰일로 구성되는 세송층 상부 10 m와 화절층 최하부 20 m 구간이 관찰되며 세송층 2개 층준에서 Litagnostus sp., Kaolishania sp., Taishania sp. 등의 화석을 포함하는 Kaolishania 화석군이 발견되었다. 인접한 화절층의 최하부 2개 층준에서는 삼엽충 Litagnostus sp., Ptychaspis sp., Tsinania sp., Haniwa sp.로 구성되는 Ptychaspis 화석군이 산출되었으며 이는 기존의 Dictyites 생층서대에 포함되었던 화석군이다. 이들 화석군에 근거하여 과거 고바야시가 제안한 기존의 생층서대를 보완, 수정하였고 세송층과 화절층의 경계를 생층서상으로 Kaolishania대와 Ptychaspis대 사이에 놓았다.[4]
- 박태윤 등(2009)은 태백시 북쪽 가덕산(N 37°16'20.7", E 128°57'23.6")에서 석회 단괴를 포함하고 있는 셰일로 구성된 세송층 최하부를 발견하고 Pseudagnostus sp., Stephanocare? sp., Teinistion? sp., Bergeronites sp., Jiulongshania regularis 등으로 구성된 삼엽충 화석군을 발견하였다. 이 중 Teinistion? sp., Bergeronites sp., Jiulongshania regularis는 한국에서 처음 보고되는 삼엽충들이다. 이 화석군은 기존 생층서 분대에 의하면 세송층 최하부의 Stephanocare 셍층서대에 해당된다. 가덕산에서 발견된 삼엽충 중 Jiulongshania regularis는 북중국 Kushan층 상부의 Neodrepanura가 산출되는 곳 직하부 구간에서 Stephanocare, Teinistion, Bergeronites와 함께 산출되는 것으로 알려졌다. 따라서 북중국 Kushan층의 이 구간과 한국 세송층의 하부는 층서적으로 대비된다.[3]
- 임종남 외(2010)는 직동 지역과 사군다리 지역의 세송층 암상을 조사하고 안정탄소동위원소 잘량 분석결과 양의 값(2.5~3.0‰)을 보이는 구간을 발견했으며 이를 약 4억 9600만 년 전에 전 지구적으로 발생했던 안정탄소동위원소 값의 양(positive)의 변동을 반영한 SPICE(Steptoean positive carbon isotope excursion) 구간에 해당한다고 해석하였다.[9]

### 석개재
최덕근 외(2004)는 석개재 단면을 조사하고 세송층을 독립된 지층으로 간주하였다. 석개재 단면에서 두께 40 m로 나타나는 세송층은 녹회색 이암, 평행 엽층리(parallel-laminated) 이암, 세립-중립질(intermingled fine to medium sandstone)사암, 괴상 사암, 석회암역암(limestone pebble conglomerate) 등으로 구성된다. 세송층 최상부는 석개재 단면에서 드러나지 않는다.

### 백운산 향사대 남부 (영월군)
이병수(1990)는 백운산 향사대 북일 단면의 화절층 하부 세송슬레이트(이 논문에서는 세송층을 인정하지 않음) 기저부 가까이의 표품에서 6속 9종의 코노돈트 화석을 발견하였다. 이는 하부 화절층에서의 최초의 코노돈트 기록이며 중국 상부 캄브리아계의 하부 생층서대인 Westergaardodina matsushitai 생층서대에 대빈된다.
영월군 산솔면 직동리 일대(N 37°10'48″~37°10'54", E 128°45'14"~128°45'24")의 세송층의 하부와 중부에는 석회질 단괴를 포함한 셰일이, 중부와 상부에는 매우 얇은 엽층리가 발달한 암회색의 엽리질 실트암상이, 상부에는 석회 성분을 포함한 세립에서 중립질 사암으로 구성되며 이에 더하여 실트 및 셰일로 이루어진 엽층리가 더 잘 나타난다.

## 달이 내린 산기슭
조선 누층군을 주제로 한 웹툰 달이 내린 산기슭에 세송층과 화절층의 정령이 등장한다. 화절은 갈색 머리에 꽃을 꽂은 발랄한 여성이고, 세송은 머리를 틀어 올리고 블라우스와 롱 스커트를 입은 차분한 여성으로 절친한 단짝 친구 사이다. 이 지역의 지층은 1930년대에 세송층과 화절층으로 정립되었으나 1962년 태백산지구지하자원조사단이 세송층의 존재를 인정하지 않고 화절층에 통합시키면서 실체화할 힘은 물론이고 존재 자체가 위태로운 지경에 이르렀는데, 오원경의 연구로 세송층이 다시 분리되면서 되살아났다. 화절은 자신의 영역이 줄어드는데도 세송층의 구별이 원경에 의해 명확해져 세송이 실체화할 힘을 얻자 매우 기뻐했고, 감사의 뜻으로 원경의 외모에 대한 조언을 해 준다.

## 같이 보기
- 한국의 지질
- 조선 누층군
- 풍촌 석회암층
- 화절층